# El suavecito
El suavecito és una pel·lícula dirigida per Fernando Méndez i protagonitzada per Victor Parra, Aurora Segura i María Amelia de la Torres de 1951. La cinta original ha estat restaurada per la Filmoteca de la UNAM.

## Argument o Sinopsi
En un veïnatge viu el padrote Roberto El suavecito interpretat per Víctor Parra, amb la seva mare Chole, i la jove Lupita amb el seu pare paralític; Roberto torna d'explotar senyores a Acapulco i es dedica a fer-li la vida impossible a Lupita, acompanyat del seu amic Roberto se la passa estafant els seus oponents al billar, però treballa al mateix temps per a l'organització gansteril del Nene. Aquest i els seus dos sequaços cometen abusos en el saló de ball que freqüenten. Sorgeix un rival, un xofer de taxi que s'enamora de Lupita i li fa veure que Roberto no li convé.

## Producció
La producció d'aquesta cinta va tenir lloc en els estudis Asteca i localitats del D.F. com la terminal d'autobusos d'Occident. Es va projectar per primera vegada al Cinema "Palacio Chino" el 3 d'agost de 1951.

## Temes
Pel crític Tomas Pérez va qualificar al personatge "El suavecito" com un dels més complets i complexos del cinema mexicà de l'època; també reconeix al director Fernando Méndez com un dels tres millors artesans del cinema mexicà del moment, per la seva pel·lícula, que posseeix un ritme perfecte amb els preses, les quals qualifica com a adequades.
Hay secuencias memorables como: el salón de baile, la de los billares con Ferderico Pichirilo Curiel, como Brillantina o la escena del cumpleaños de la madre del cinturita en cuestión.

## Recepció
Aquest film ocupa el lloc 38 dins de la llista de les 100 millors pel·lícules del cinema mexicà, segons l'opinió de 25 crítics i especialistes del cinema a Mèxic, publicada per la revista Somos en juliol de 1994.